# Église Ta' Nuzzu de Hamrun
L'église Ta' Nuzzu est une église catholique située à Hamrun, à Malte.

## Historique
Construite en 1745, l'église a servi d'église paroissiale jusqu'à ce que l'église Saint-Gaétan-de-Thiene soit édifiée.